# Eumedonia bellinus
Eumedonia bellinus är en fjärilsart som beskrevs av Leonardo De Prunner 1798. Eumedonia bellinus ingår i släktet Eumedonia och familjen juvelvingar. Inga underarter finns listade i Catalogue of Life.